# Hugonia rufopilis
Hugonia rufopilis là một loài thực vật có hoa trong họ Linaceae. Loài này được A.Chev. ex Hutch. & Dalziel mô tả khoa học đầu tiên năm 1927.